# Get Lucky (Loverboy)
Get Lucky è il secondo album del gruppo musicale canadese Loverboy, pubblicato dall'etichetta discografica Columbia il 7 ottobre 1981.
L'album è prodotto da Bruce Fairbairn e Paul Dean, che è autore completo del brano Emotional e partecipa alla composizione degli altri.
Dal disco viene tratto il singolo Working for the Weekend a cui fanno seguito, l'anno dopo, When It's Over, Take Me to the Top, Lucky Ones e Jump.
Il brano  working for the weekend compare nel film Herbie - Il super Maggiolino e nel videogioco Grand Theft Auto: Vice City.

## Tracce

### Lato A
1. Working for the Weekend
2. When It's Over
3. Jump
4. Gangs in the Street
5. Emotional

### Lato B
1. Lucky Ones
2. It's Your Life
3. Watch Out
4. Take Me to the Top